# Bamendjou
Bamendjou est une commune du Cameroun située dans la région de l'Ouest et le département des Hauts-Plateaux. C'est le chef-lieu de l'arrondissement du même nom.

## Géographie
La localité est située sur la route départementale D64 à 12 km au nord-ouest du chef-lieu départemental Baham. Située à une quinzaine de kilomètres de Bafoussam et à une dizaine de kilomètres du carrefour Batié, Bamendjou est moins connu au Cameroun en raison de cette position à l'écart de l'axe routier Douala-Bafoussam. C'est une commune de 101 km2 en plein cœur du plateau Bamiléké. C'est un village de montagne.
Du point de vue végétatif, on se trouve en milieu de savane anthropique, connue sous le terme de grassfield au Cameroun. Le reboisement devenu nécessaire se fait actuellement au moyen de la culture de l'eucalyptus bien adapté au climat local.
Le type climatique ici est camerounien d'altitude, dont les 1 500 mm de précipitations moyennes se répartissent en deux saisons dont une longue pluvieuse de mars à novembre. La température moyenne se situe autour de 20 °C, les minima de décembre se situant entre 16 et 18 °C et les maxima ne dépassant pas 24 °C. L'amplitude thermique annuelle ne dépassant que rarement 2 °C, on a donc pour toute l'année un climat frais et doux très prisé par les visiteurs en provenance des autres régions du pays et d'ailleurs.
| Penka-Michel | Bafoussam III |               |
| Penka-Michel | Bamendjou     | Pète-Bandjoun |
| Bandja       | Batié         | Baham         |

## Histoire
Bamendjou, circonscription administrative coloniale jusqu'en 1960, est une création dynastique de plus de cinq siècles.
Le créateur de la dynastie, c'est le souverain Leu'ba'a qui d'après la légende, est un prince de la chefferie voisine de Bansoa. Deuxième fils du roi et mécontent que ce soit son frère aîné qui ait accédé au trône à la suite de la mort de leur père, Leu'ba'a (le rebelle, ou celui qui se bat à partir de la brousse), en compagnie de huit fidèles, aurait simplement traversé la rivière Nkeu (frontière actuelle entre les deux chefferies de Bansoa et de Bamendjou) et se serait installé sur les pentes de Nkouo Nkeu, un quartier non loin de la chefferie Bamendjou actuelle. Son intention était de créer sa propre chefferie qui, à terme, absorberait celle de Bansoa et bien d'autres du voisinage. C'est dans cette perspective qu'une fois installé, il lui fallait suivre au jour le jour l'évolution de la chefferie Bansoa, désormais principal adversaire.
Le nom Bamendjou viendrait de la complainte d'un prince Baham qui, devant se rendre régulièrement à la chefferie Bansoa en passant par Bamendjou, aurait qualifié de petit malheur le harcèlement dont il faisait l'objet tout le temps. En effet, en langue Baham, Moudjou signifie petit malheur, et Pa Moudjou, les gens de l'endroit du petit malheur. C'est la transcription coloniale qui donnera en fin de compte Bamendjou, appellation administrative actuelle de ce village.
En 1957, au début de la guerre entre nationalistes camerounais et partisans de l'administration coloniale, le chef de Bamendjou, Jean Rameau Sokoudjou, est l'un des rares chefs traditionnels à soutenir les nationalistes. Pendant deux années, il est successivement assigné à résidence puis incarcéré dans plusieurs prisons du pays, pendant que sa chefferie est occupée par des troupes fidèles à l'administration. Certaines de ses femmes ont été violées par des soldats, devant lui, alors qu'il était ligoté dans son palais.
L'actuel monarque, sa Majesté Rameau Jean-Philippe Tchendjou II Sokoudjou est, probablement, le 15e chef de la dynastie, après respectivement : Leu'ba'a, Tselà, Mba'a Koum, Takaà, Ta' tedeu, Djon' veu, Nédoum, Fogoum, Nzogatcha', Takemtè, Fotsing, Takem, Tchendjou, et Tchideu. C'est depuis le 6 février 1953 qu'il est au trône à Bamendjou.

## Population

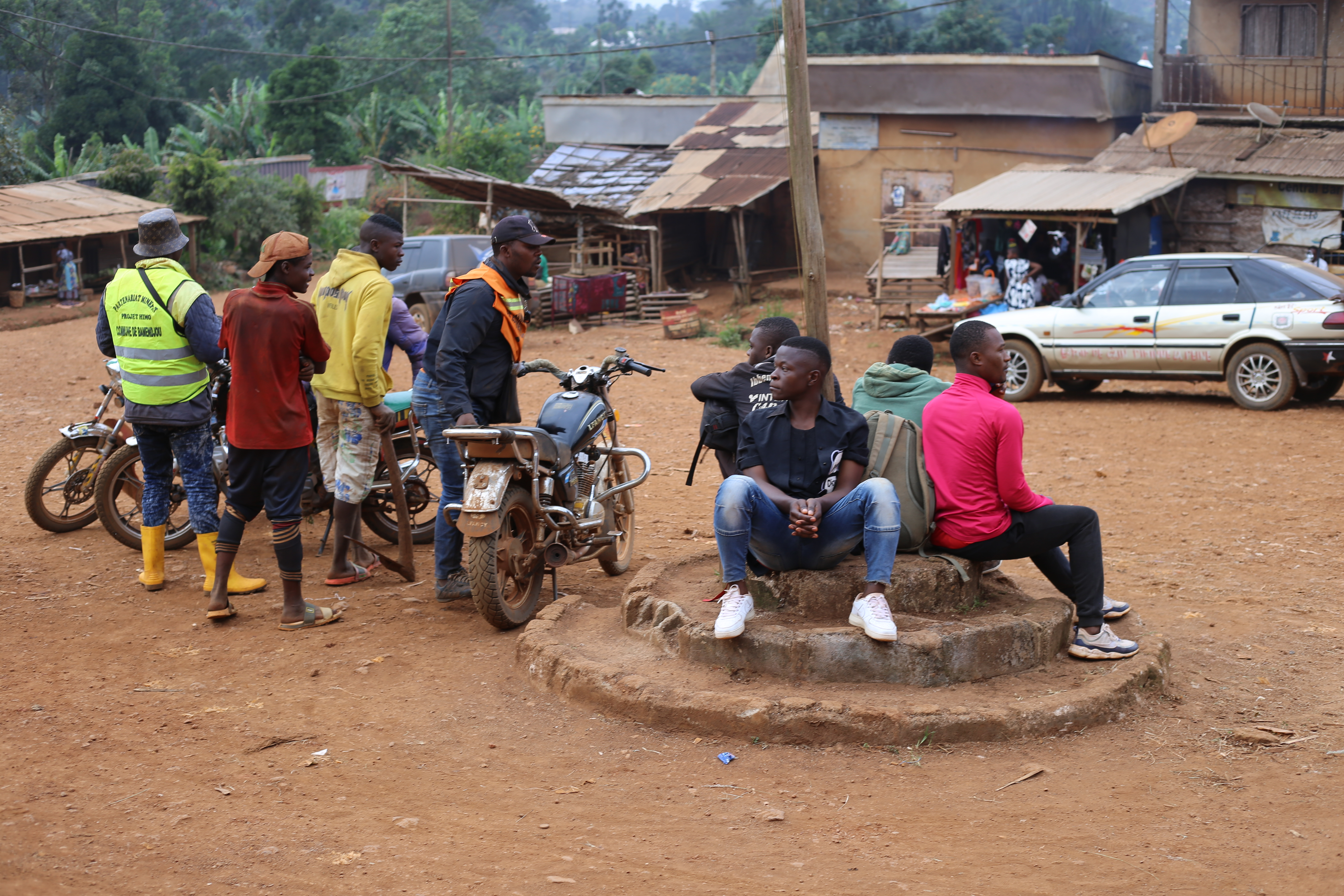
Carrefour Tchoum.

Lors du recensement de 2005, la commune comptait 34 269 habitants, dont 5 351 pour Bamendjou Ville.

## Chefferies traditionnelles
L'arrondissement compte 41 chefferies de troisième degré.

## Structure administrative de la commune
Outre Bamendjou proprement dit, la commune comprend les villages suivants :
- Baboum
- Badentcha
- Bahiala
- Bakang
- Bakouokeu
- Balatsit
- Bambou
- Bamessing
- Bameya
- Bamohié
- Bapeng
- Batchang
- Batchit
- Batchoum
- Batchounouo
- Batchukang
- Batidong
- Batougouong
- Batoumi
- Batounta
- Djeugo
- Djut
- Kouogouo
- Latsit
- Medji
- Ngouang
- Tchaveu
- Tchounou
- Teufang
- Togheu

## Dynastie des Rois

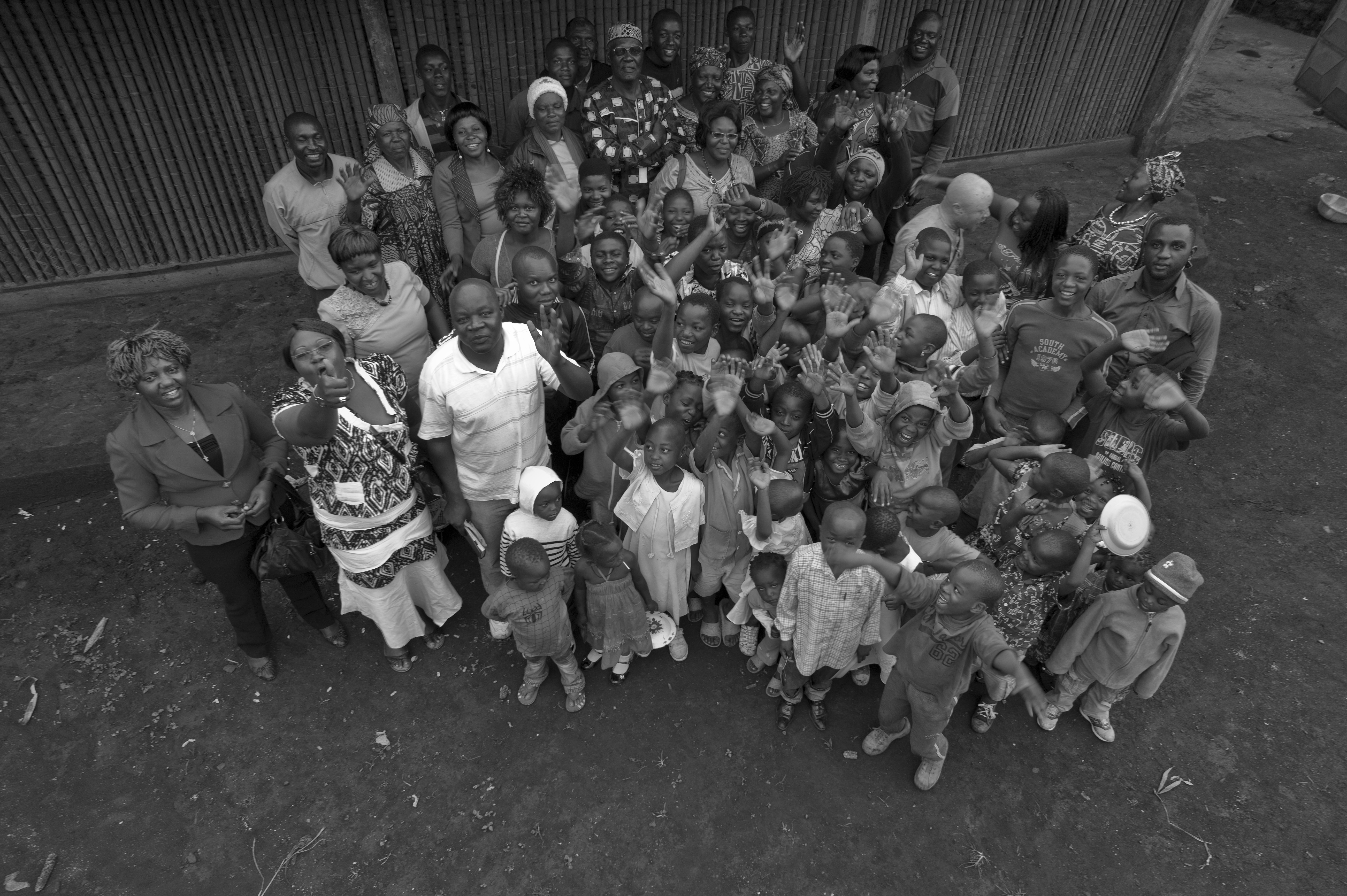
Le Roi Sokoudjou Jean Rameau entouré de Bamendjous

Depuis sa création, la chefferie Bamendjou a connu une succession de 16 rois, à savoir :
| No | Identité              | Période | Période | Durée  | Étiquette |
| No | Identité              | Début   | Fin     | Durée  | Étiquette |
| -- | --------------------- | ------- | ------- | ------ | --------- |
| 10 | Che Menu (d)          | 1760    | 1800    | 40 ans |           |
| 11 | Takemte (d)           | 1800    | 1830    | 30 ans |           |
| 12 | Fotsing (2) (d)       | 1830    | 1850    | 20 ans |           |
| 13 | Takem (2) (d)         | 1850    | 1875    | 25 ans |           |
| 14 | Tchendjou I (d)       | 1875    | 1930    | 55 ans |           |
| 15 | Tchindeu (d)          | 1930    | 1952    | 22 ans |           |
| 16 | Jean-Rameau Sokoudjou | 1953    |         |        |           |
| 9  | Takem (1) (d)         |         |         |        |           |
| 8  | Fotsing (1) (d)       |         |         |        |           |
| 6  | Taka (d)              |         |         |        |           |
| 2  | Tsela (d)             |         |         |        |           |
| 7  | Nendoum (d)           |         |         |        |           |
| 3  | Mbakum (d)            |         |         |        |           |
| 5  | Nzogatcha (d)         |         |         |        |           |
| 4  | Fogoum Mvevet (d)     |         |         |        |           |
| 1  | Nleuc-Mbah (d)        |         |         |        |           |

## Cultes

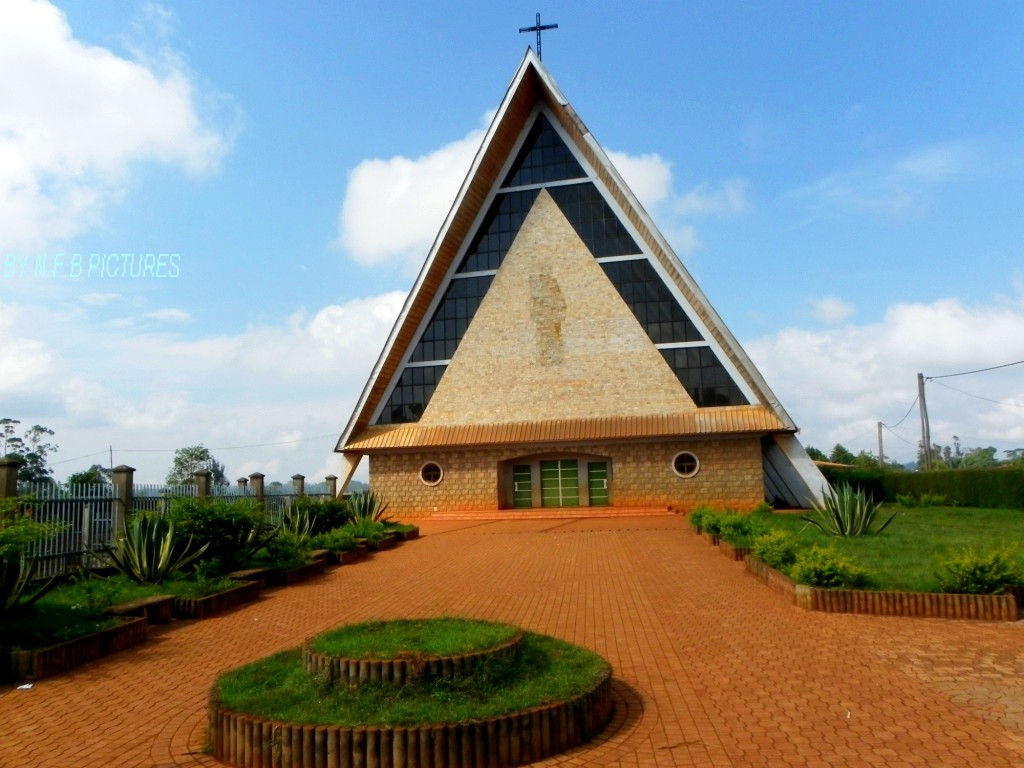
Église Saint-Antoine de Bamendjou

La paroisse catholique Saint Antoine de Padoue de Bamendjou relève de la doyenné de Doumelong du diocèse de Bafoussam. La paroisse protestante de Bamendjou-Centre relève de la région synodale des Hauts-Plateaux de l'Église évangélique du Cameroun.

## Personnalités nées à Bamendjou
- Joseph-Francis Sumégné (1951-), peintre et sculpteur.
- Jules Takam (1941-2023), réalisateur
- Takam II, groupe de musique folklorique et traditionnel Bamiléké.
- Jean-Rameau Sokoudjou (1940-), chef traditionnels Camerounais.